# Guvernoratul Betleem
Guvernoratul Betleem (Arabă: محافظة بيت لحم) este unul dintre guvernoratele Autorității Palestiniene, aflat în sudul Cisiordaniei. Capitala și cel mai mare oraș al districtului este Betleem. Guvernoratul acoperă partea sudică a orașului Ierusalim. Conform Biroului Central de Statistică Palestinian (BCSP), guvernoratul avea o populație de 180,116 locuitori în anul 2006.

## Geografie
Conform municipalității din Betleem, orașul are o suprafață totală de 575 km² (222.3 mi²), din care 80 km² (30.8 mi²) se află sub controlul Autorității Naționale Palestiniene.

## Localități
Guvernoratul constă în 10 municipalități, 3 tabere de refugiu și 58 de districte rurale.

### Municipalități
- Battir
- Beit Fajjar
- Beit Jala
- Beit Sahour
- Beit Lahm (Bethlehem)
- al-Dawha
- Husan
- al-Khader
- Nahalin
- Tuqu'
- al-Ubeidiya
- Za'atara

### Consilii locale și sate
| - 'Arab al-Rashayida - Artas - al-Asakra - Beit Ta'mir - Dar Salah - Hindaza - al 'Iqab - Juhdum - Jurat ash Sham'a | - Khirbet al-Deir - Marah Rabah - Rakhme - Umm Salamuna - ash Shawawra - Wadi al-Arayis - Wadi Fukin - al-Walaja |  |

### Tabere de refugiu
- Aida
- 'Azza
- Dheisheh